# Michele Schiano di Visconti
Michele Schiano di Visconti (Mugnano di Napoli, 26 febbraio 1962) è un politico italiano, dal 13 ottobre 2022 deputato alla Camera per Fratelli d'Italia.

## Biografia
Nativo di Mugnano di Napoli, si è laureato in medicina e chirurgia e ha cominciato a lavorare come dirigente medico nell'ASL Napoli 2 Nord, affiancando l'attività lavorativa a quella politica. Il 17 settembre 1998 sposa Ira Fele, di 10 anni più giovane.

## Attività politica
Alle elezioni amministrative del 1983 viene candidato al consiglio comunale di Qualiano, nelle liste della Democrazia Cristiana (DC), risultando eletto consigliere comunale. Viene rieletto con la DC alle amministrative del 1988, ricoprendo l'incarico di sindaco del comune dal 1990 al 1991, e del 1993, ricoprendo il ruolo di presidente del Consiglio comunale dal 1993 al 1997.
Nel 1994, con lo scioglimento della DC e la discesa in campo nella politica di Silvio Berlusconi, aderisce a Forza Italia, con cui viene eletto prima consigliere provinciale e poi per due volte consecutive sindaco di Qualiano nel 1997 e nel 2001. In seguito è stato candidato senza successo alla Camera dei deputati, al Senato della Repubblica e al Consiglio regionale della Campania. Rieletto consigliere comunale di Qualiano, alle elezioni regionali in Campania del 2010 si ricandida con Il Popolo della Libertà (PdL), lista che univa principalmente Forza Italia e Alleanza Nazionale e dove nel 2009 confluiscono come partito, nella mozione del deputato Stefano Caldoro, risultando eletto nel collegio di Napoli con 17.862 preferenze in consiglio regionale della Campania. Nel 2015 viene rieletto nelle liste di Forza Italia.
Passato nel 2019 a Fratelli d'Italia vi ricopre la carica di commissario straordinario della città metropolitana di Napoli; nel maggio 2022 sale agli onori della cronaca per una sua gaffe su Benito Mussolini di cui si mostra nostalgico sostenitore. Nonostante l'episodio, viene candidato per la Camera dei deputati nel collegio plurinominale Campania 1 - 01, risultando eletto.
Agli inizi di febbraio 2024 viene nominato dalla presidente di Fratelli d'Italia Giorgia Meloni  coordinatore metropolitano del partito a Napoli.